# مارتین سی. آنسورگ
مارتین چارلز آنسورگ (Martin Charles Ansorge)‏ (۱ ژانویه ۱۸۸۲ – ۴ فوریه ۱۹۶۷)، نماینده نیویورک در مجلس نمایندگان ایالات متحده بود.

## زندگی‌نامه
مارتین آنسورگ که فرزند مارک پری آنسورگ و جنی باخ‌آنسورگ بود در تاریخ ۱ ژانویه ۱۸۸۲ در یک خانواده یهودی و در شهر کورنینگ واقع در شهرستان استوبن نیویورک متولد شد.
او در مدارس دولتی و کالج شهری نیویورک تحصیل کرد. آنسورگ در سال ۱۹۰۳ از کالج کلمبیا و در سال ۱۹۰۶ از مدرسه حقوق کلمبیا شد. وی در سال ۱۹۰۶ به عضویت کانون وکلا درآمد و سپس در منهتن نیویورک مشغول کار شد.

## شروع فعالیت سیاسی
آنسورگ، نامزد ناکام جمهوریخواهان در دوره‌های ۱۹۱۲، ۱۹۱۴ و ۱۹۱۶ انتخابات کنگره بود. او در سال ۱۹۱۶ و ضمن تلاش برای تصدی کرسی منطقه ۲۱ در کنگره، شعار تبلیغاتی خود را «اول آمریکا را سیر کنید» قرار داد که مبین لزوم ممنوعیت صادرات مواد غذایی مورد نیاز مردم آمریکا به خارج از کشور، موضع‌گیری در خصوص مذاکرات تجارت بین‌الملل و وضع تعرفه بر واردات در دوران پس از جنگ بود. وی پیشنهاد جمهوریخواهان برای نامزدی در انتخابات کنگره در سال ۱۹۱۸ را نپذیرفت.

## جنگ جهانی اول
در خلال جنگ جهانی اول، آنسورگ به عنوان سرباز در ارتش آمریکا نامنویسی کرد و در یگان موتوری به خدمت گماشته شد. او در کمپ‌میگز و در محله برنت‌وود فعلی واقع در واشینگتن مستقر شد تا برای نبرد به فرانسه اعزام شود. با این حال پیش از خروج وی از کشور، آتش‌بس برقرار و او با افتخار از خدمت در ارتش مرخص شد.

## ادامه فعالیت‌های سیاسی
آنسورگ نخستین سرپرست کمیته پل تریبورگ بود و از سال ۱۹۱۸ تا ۱۹۲۱ این سمت را بر عهده داشت.
وی برای حضور در شصت و هفتمین دوره کنگره ایالات متحده (۴ مارس ۱۹۲۱ – ۳ مارس ۱۹۲۳) انتخاب شد. در سال ۱۹۲۲ در شصت و هشتمین دوره انتخابات کنگره با اختلاف ۳۴۵ رأی شکست خورد و در رقابت با رویال اچ‌وِلر ناکام ماند. او در روند انتخابات موفق شد حکم عدم بازگشایی برخی از صندوق‌های رأی را تغییر دهد، متعاقباً در بازشماری، اختلاف آراء کاهش یافت ولی باز هم ولر با ده رأی بیشتر بر کرسی نمایندگی نشست.
آنسورگ در مقام نماینده کنگره نقش مؤثری در تصویب نخستین قانون فدرال منع شکنجه ایفا کرد، هر چند این تلاش‌ها نافرجام بود. سرانجام، اقدامات وی در این زمینه به تدوین لایحه منع شکنجه منجر شد که براساس آن قرار بود شکنجه جرم تلقی شود. بلافاصله پس از سخنرانی آنسورگ در دفاع از این لایحه، نیکلاس موری باتلر، رئیس دانشگاه کلمبیا طی نامه‌ای خطاب به او نوشت: «شما کارنامه بسیار درخشان و میهن‌پرستانه‌ای در مجلس از خود به یادگار گذاشتید و مایه افتخار دوستان‌تان هستید.» این لایحه با ۲۳۰ رأی موافق در مقابل ۱۱۹ رأی مخالف به تصویب مجلس نمایندگان رسید ولی در سنا با مخالفت دموکرات‌های ایالات جنوبی مواجه شد و هرگز وجهه قانون به خود نگرفت.
پس از راه‌اندازی انجمن جمهوریخواهان جوان در دانشگاه کلمبیا، او به یکی از دوستان نزدیک و محبوب باتلر تبدیل شد و از نظر سیاسی نیز با او هم‌پیمان بود. صمیمیت میان این دو نفر، سالیان سال پابرجا ماند بطوریکه آنسورگ در کنوانسیون جمهوریخواهان به عنوان کارمند، تحت نظر باتلر کار می‌کرد. به علاوه، وی در شماری از رقابت‌های سیاسی نیویورک در حمایت از باتلر سخنرانی کرد.
آنسورگ یکی از تدوین‌کنندگان اصلی لایحه اداره بنادر بود و موفق شد آن را در کنگره به تصویب برساند. همچنین یکی از رهبران فعال در جهت تلاش برای توسعه «بزرگترین بندر جهان» محسوب می‌شد که بنا بود نیویورک را به نیوجرسی متصل کند. او این لایحه را برای امضاء تقدیم رئیس‌جمهور وارن هاردینگ کرد. خودکاری که برای این امضاء استفاده شده بود تا چند سال نزد خانواده آنسورگ نگهداری و سپس به موزه شهر نیویورک اهدا شد.

## ادغام آکادمی‌های خدمات
در ۱۹۲۲، آنسورگ برای نخستین بار پس از سال ۱۸۷۴ یک آمریکایی آفریقایی‌تبار را برای حضور در مرکز آموزشی نیروی دریایی معرفی کرد. علی‌رغم آنکه در دهه ۱۸۷۰ سه دانشجوی سیاهپوست در آناپولیس مشغول تحصیل بودند ولی در آن مقطع زمانی موضع‌گیری‌های نژادپرستانه مانع از ثبت نام امیل ترویل هالی در این مرکز آموزشی شد. براساس گزارش روزنامه نیویورک تایمز، افسران نیروی دریایی آمریکا و دانشجویان آناپولیس که بنا بود «در خصوص این موضوع با روزنامه‌ها صحبت نکنند» صراحتاً اظهار داشتند که «سرنوشتی به جز طرد از اجتماع در انتظار این فرد نیست» و «با اطمینان می‌توان گفت که از سوی سایر دانشجویان محکوم به طرد شدن است درست همان‌طور که پنجاه سال قبل هیچ‌یک از دانشجویان طی سال‌های تحصیلی ۱۸۷۴٬۱۸۷۳و ۱۸۷۵ حاضر نشدند سه پسر سیاهپوست دیگر را در جمع خود بپذیرند.» بدین‌ترتیب، هالی در کالج میدلبری واقع در ورمانت نامنویسی کرد و تا جایی پیش رفت که استاد دانشگاه شد.

## حرفه‌های بعدی
آنسورگ در سال ۱۹۲۴ در نامزدی برای رسیدن به سمت قاضی دادگاه‌های عمومی نیویورک و دادستان دادگاه عالی این شهر طی سال‌های ۱۹۲۷ و ۱۹۲۸ ناکام ماند.
روزنامه نیویورک تایمز از او به عنوان یکی از نامزدهای شهرداری نیویورک در سال ۱۹۴۹ نام برد.
آنسورگ به انجام امور حقوقی در این شهر ادامه داد و طی سال‌های ۱۹۳۴ تا ۱۹۶۱ در عضویت هیئت مدیره شرکت هواپیمایی یونایتد ایرلاینز بود. وی در پرونده تهمت و افترا علیه اسپیرو، وکالت هنری فورد را بر عهده داشت که سرانجام به عذرخواهی فورد منجر شد و طب توافق طرفین او ملزم به پرداخت هزینه‌های دادگاه شد.

## وفات و خاکسپاری
آنسورگ در تاریخ ۴ فوریه ۱۹۶۷ در آپارتمان شخصی خود در مجتمع مسکونی آنسونیا هتل واقع در خیابان ۴۷ و برادوی در منهتن از دنیا رفت. او در گورستان معبد اسرائیل در دهکده هاستینگز آن هادسون در نیویورک به خاک سپرده شد.